# Jeremy Davies
Jeremy Davies, all'anagrafe Jeremy Boring (Traverse City, 8 ottobre 1969), è un attore statunitense.
È specializzato in ruoli da caratterista, interpretando personaggi introversi e un po' confusi in film come The Million Dollar Hotel e Solaris, oltre che nella serie Lost.

## Biografia
È il secondo di quattro figli; il fratello maggiore, Josh, è un pilota USAF. Ha passato la sua prima infanzia a Traverse City, nel Michigan; successivamente è emigrato nello stato di Kansas con la madre dopo il divorzio dei genitori. Quando la madre morì per complicanze del Lupus eritematoso sistemico, a metà degli anni settanta, andò a vivere con il padre e la madre adottiva a Santa Barbara, California. Successivamente si sono trasferiti a Rockford (Iowa), nel 1986.
Davies frequentò la American Academy of Dramatic Arts di Pasadena in California. Il suo primo ruolo degno di nota è una piccola parte in un episodio di Singer & Sons del 1990. Nel 1992 apparve in due episodi di Blue Jeans. Ebbe anche piccoli ruoli nel film per la TV Il giustiziere della NBC. Tra i pochi ruoli sostanziosi che si aggiudicò a quei tempi vi fu il ruolo di co-protagonista giovane nel thriller TV Guncrazy e l'apparizione come ospite in Melrose Place.
Nel 1993 Davies apparve in una pubblicità televisiva per le automobili Subaru, nella quale il suo personaggio comparava il veicolo al punk rock. Lo spot venne notato da molti direttori di casting e dalle forze dell'industria del cinema. Dopo poco tempo cominciarono ad arrivare a Jeremy Davies alcune sceneggiature per cinema. Cominciò a costruirsi un repertorio in ruoli da comprimario caratterista in film come Twister, e nel 1998 ebbe un ruolo chiave nel film epico di guerra di Steven Spielberg Salvate il soldato Ryan, quello di un linguista esperto di francese dell'esercito statunitense, poco dopo lo sbarco in Normandia, Francia. La performance di Davies venne apprezzata, e successivamente ha avuto ruoli importanti in numerosi film degni di interesse: tra questi Solaris di Steven Soderbergh assieme a George Clooney.
Successivamente ha partecipato ai film di Lars von Trier Dogville e Manderlay, al film The Million Dollar Hotel di Wim Wenders, al film Secretary di Steven Shainberg, al già citato Solaris di Steven Soderbergh e al film L'alba della libertà di Werner Herzog. Davies ha interpretato inoltre il ruolo di Daniel Faraday nella 4ª, nella 5ª e nella 6ª stagione di Lost. Nel 2018 entra nel cast di God of War dove interpreta Baldur l'Invulnerabile.

## Filmografia

### Cinema
- Bella e dannata (Guncrazy), regia di Tamra Davis (1992)
- Spanking the Monkey, regia di David O. Russell (1994)
- Nell, regia di Michael Apted (1994)
- Twister, regia di Jan de Bont (1996)
- Vivere fino in fondo (Going All the Way), regia di Mark Pellington (1997)
- Le locuste (The Locusts), regia di John Patrick Kelley (1997)
- Salvate il soldato Ryan (Saving Private Ryan), regia di Steven Spielberg (1998)
- L'insaziabile (Ravenous), regia di Antonia Bird (1999)
- Partita col destino (The Florentine), regia di Nick Stagliano (1999)
- The Million Dollar Hotel, regia di Wim Wenders (2000)
- Una notte per decidere (Up at the Villa), regia di Philip Haas (2000)
- CQ, regia di Roman Coppola (2001)
- Teknolust, regia di Lynn Hershman-Leeson (2002)
- Secretary, regia di Steven Shainberg (2002)
- Sesso ed altre indagini (Investigating Sex), regia di Alan Rudolph (2002)
- Searching for Paradise, regia di Myra Paci (2002)
- La grande sfida (29 Palms), regia di Leonardo Ricagni (2002)
- Solaris, regia di Steven Soderbergh (2002)
- Dogville, regia di Lars von Trier (2003)
- Manderlay, regia di Lars von Trier (2005)
- L'alba della libertà (Rescue Dawn), regia di Werner Herzog (2006)
- 5 giorni fuori (It's Kind of a Funny Story), regia di Anna Boden e Ryan Fleck (2010)
- Animal Love, regia di Mollie Jones - cortometraggio (2011)
- La casa di Jack (The House That Jack Built), regia di Lars von Trier (2018)
- Black Phone (The Black Phone), regia di Scott Derrickson (2021)
- La macchina infernale (The Infernal Machine), regia di Andrew Hunt (2022)
- Dark Harvest, regia di David Slade (2023)
- Black Phone 2, regia di Scott Derrickson (2025)

### Televisione
- Il giustiziere (Shoot First: A Cop's Vengeance), regia di Mel Damski – film TV (1991)
- Dream On – serie TV, episodio 2x06 (1991)
- 1775, regia di David Trainer – cortometraggio TV (1992)
- Blue Jeans (The Wonder Years) – serie TV, episodi 5x20 - 6x04 (1992)
- Melrose Place – serial TV, episodio 1x16 (1992)
- General Hospital – serial TV (1992)
- The Atlantis Conspiracy, regia di Dean Silvers – film TV (2001)
- The Laramie Project, regia di Moisés Kaufman – film TV (2002)
- Helter Skelter, regia di John Gray – film TV (2004)
- Lost – serie TV, 23 episodi (2008-2010) - Daniel Faraday
- Justified – serie TV, 20 episodi (2011-2015)
- Hannibal – serie TV, 2 episodi (2014)
- Constantine – serie TV, 2 episodi (2014)
- Texas Rising – miniserie TV, 5 puntate (2015)
- Lucifer – serie TV, episodio 1x02 (2016)
- Sleepy Hollow – serie TV, 13 episodi (2017)
- Twin Peaks – serie TV, 1 episodio (2017)
- American Gods – serie TV, 1 episodio (2017)
- The Rookie - serie TV, 1 episodio (2019)

## Doppiatori italiani
Nelle versioni in italiano delle opere in cui ha recitato, Jeremy Davies è stato doppiato da:
- Alessandro Quarta in Vivere fino in fondo, Lost, Texas Rising, American Gods
- Luca Dal Fabbro in Constantine, The Flash, Arrow, Supergirl
- Christian Iansante in Lucifer, Sleepy Hollow, Black Phone, La macchina infernale, Dark Harvest
- Massimiliano Alto in The Million Dollar Hotel, Dogville, Twin Peaks
- Luca Ward in CQ
- Nanni Baldini in Hannibal
- Corrado Conforti in Justified
- Gianfranco Miranda in 5 giorni fuori
- Roberto Gammino in L'alba della libertà
- Gianfranco Miranda in Manderlay
- Oreste Baldini in Solaris
- Simone Mori in Secretary
- Francesco Bulckaen in Una notte per decidere
- Luigi Ferraro in L'insaziabile
- Alessandro Tiberi in Salvate il soldato Ryan
- Maurizio Romano in Twister
- Fabio Boccanera in Nell
- Paolo Macedonio in La casa di Jack
- Luca Ghignone in The Rookie

Come doppiatore è sostituito da:
- Daniele Raffaeli in God of War